# بريغيد لوري
بريغيد لوري (بالإنجليزية: Brigid Lowry)‏ (25 مارس 1953، أوكلاند في نيوزيلندا)؛ كاتِبة مُتخصِّصة في أدب الأطفال، شاعرة وروائية نيوزيلندية.